# Karolina Hałatek
Karolina Hałatek (ur. 23 września 1985 w Łodzi) – artystka tworząca sztukę site-specific, obiekty, fotografie i wideo oraz scenografka.

## Życiorys
Ukończyła studia na Wydziale Design for Performance na University of the Arts w Londynie (2005–2008) oraz z wyróżnieniem na Wydziale Sztuki Mediów Akademii Sztuk Pięknych w Warszawie (2009–2011). W 2010 przebywała na wymianie studenckiej na Wydziale Sztuk Pięknych Berlińskim Uniwersytecie Sztuk Pięknych, gdzie brała udział w warsztatach prowadzonych przez Olafura Eliassona w ramach projektu Institut für Raumexperimente. Jest doktorantką w Szkole Doktorskiej Akademii Sztuk Pięknych w Krakowie, gdzie pisze pracę doktorską pod kierunkiem Bartłomieja Struzika.
Była stypendystką CEC Artslink w Nowym Jorku, ACME Studios w Londynie (2014), Akademie Schloss Solitude w Stuttgarcie (2016), A4 Art Museum wChengdu. Jest także laureatką stypendium artystycznego Ministra Kultury i Dziedzictwa Narodowego oraz laureatką nagrody za osiągnięcia w dziedzinie twórczości artystycznej, upowszechniania i ochrony kultury miasta Łodzi (2024).

## Twórczość
Hałatek tworząc instalacje współpracuje z inżynierami, technologami i naukowcami, w tym m.in. z: Carlo Rovellim i autorami teorii superstrun – Leonardem Susskindem, Rogerem Penrosem, a także z inżynierami mechaniki precyzyjnej. Używa światła jako głównego środka w swojej pracy, tworząc realizuje immersyjne instalacje site-specific, zawierające elementy wizualne, architektoniczne i rzeźbiarskie. Tworzy formalnie oszczędne instalacje, wykorzystujące neony, lasery, światło i lustra. Jest członkinią i założycielką grupy artystycznej Tulkunst. Współpracowała również z Angelą Melitopoulos w ramach jej performance’u w Domu Kultur Świata w Berlinie.
Instalacja jej autorstwa pt. „Beacon”, prezentowana na festiwalu Noor Riyadh w Rijadzie (2021), została wpisana do Księgi rekordów Guinnessa jako największa konstrukcja LED na świecie, mająca 272 160 diod. Hałatek jest także autorką scenografii modowych i teatralnych. Podczas MONA FOMA Festival (Tasmania, 2015) wideo jej autorstwa wyemitowano w przestrzeń kosmiczną.
Jej instalacja „Terminal for Tirana” została jednym z 8 laureatów konkursu „Sztuka w przestrzeni publicznej 2022”, zainicjowanego i sfinansowanego przez Ministerstwo Gospodarki, Kultury i Innowacji Albanii. Dzieło zlokalizowane jest przed gmachem Uniwersyteckiego Szpitala Matki Teresy w Tiranie.

## Scenografie

### Modowe
- IMA MAD, Fashion Week Poland, Łódź, 2012,

### Teatralne
- „Orisons”, reż. Judith Bird, Wimbledon Studio Theatre, Londyn, 2007;
- „The Visit”, Arthur Cotterell Theatre, Kingston College, Londyn, 2007;
- „Hansel & Gretel”, reż. Damian Sandys, C Theatre Company, Edynburg, Szkocja, 2006;
- „Shakespeare for Breakfast”, reż. Damian Sandys, C Theatre Company, Fringe Festival, Edynburg, 2006 oraz filmowych
- „Nowa”, Dekalog 89+, reż. Tomasz Olejarczyk, 2010[1].

## Wybrane wystawy

### Wystawy indywidualne
- 2006: „Over C”, Edinburgh Fringe Festival, C Venues, Edynburg;
- 2011: „Enter Me”, Galeria 2.0, Warszawa;
- 2012: „Iridescent”, Czarny Neseser, BWA Design, Wrocław;
- 2014: „Scanner Room”, CSW Zamek Ujazdowski, Warszawa;
- 2016: „Terminal”, „Ascends – Aufstiege” Lichtkunstfestival, Stuttgart[1].

### Wystawy zbiorowe
- 2008:
  - „Made of Sky”, Wimbledon Space, University of the Arts London, Londyn;
  - „Untitled”, Very Good Room Gallery, Londyn;
  - „Falling”, Whitechapel Gallery, performance, Londyn;
- 2009:
  - „After Nazca”, Centralne Muzeum Włókiennictwa, Łódź;
  - „Bez Tytułu”, wystawa poplenerowa, Akademia Sztuk Pięknych w Łodzi;
  - „Untitled, My Space.Lodz”, instalacja w przestrzeni miejskiej, Łódź;
- 2010:
  - „Pink Floe”, Festiwal Zdarzenia, Tczew;
  - „Et In Arcadia Ego”, Rundgang, Berliński Uniwersytet Sztuk Pięknych;
  - „Pictures Taken in Dreams”, Rundgang, Berliński Uniwersytet Sztuk Pięknych;
  - „Migration”, Design Transfer Gallery, Berlin – „Sticks and Stones”, Design Transfer Gallery, Berlin;
- 2011:
  - „Enter Me”, Light Move Festival, Łódź;
  - „Enter Me”, Łódź Design Festival, Łódź;
  - „Light Timer”, Light Move Festival, Łódź;
- 2012:
  - „Zero Interwoven”, Galeria Opus, Fotofestival, Łódź;
  - „Zakład Fryzjerski, Dobro i Piękno”, happening w przestrzeni miejskiej, Łódź;
- 2013:
  - „REM”, Galeria w Domu, Muzeum Górnośląskie, Bytom;
- 2014:
  - „Enter Me”, Kinetica Art Fair, Londyn;
  - „Scanner Room”, Federation Square, Melbourne;
  - „Cave”, „Low On Gas”, Galeria OFF Piotrkowska, Łódź;
- 2015:
  - „Bator Tabor – wystawa i aukcja sztuki współczesnej”, Zachęta Narodowa Galeria Sztuki, Warszawa;
  - „Czysta Formalność”, Galeria Labirynt, Lublin;
  - „Museum of Old and New Art”, Berriedale;
  - „Bez Tytułu”, Wystawa Absolwentów Pracowni Profesora Rosława Szaybo, Wydział Sztuki Mediów, Akademia Sztuk Pięknych w Warszawie[1]
  - „Scanner Room”, MONA FOMA, w Museum of Old and New Art, Hobart[1][8]
- 2016:
  - „Pankiewicz i Po. Uwalnianie koloru”, Muzeum Lubelskie w Lublinie
  - „Forma i Nieprzedstawialne”, Mazowieckie Centrum Sztuki Współczesnej „Elektrownia” w Radomiu;
  - „Rzeczy”, Muzeum Archeologiczne i Etnograficzne w Łodzi;
  - Transmission Art Festival, Biennale Sztuki w Atenach „OMONIA”, Ateny;
  - „Forma i Nieprzedstawialne”, Galeria XX1, Warszawa;
- 2018:
  - „Terminal”, jazzahead!, Kunsthalle Bremen[9];
  - „Cloud Square”, Laumeier Sculpture Park, Saint Louis[6];
- 2019:
  - „Halo”, Print Screen Festival, Holon[8];
  - „Halo”, A4 Art Museum, Chengdu[6];
- 2020: „Spot”, Licht Kunst Biennale EVI Lichtungen, Hildesheim[6];
- 2021: „Beacon”, Noor Riyadh(inne języki), Rijad[7];
- 2023:
  - „Ascent”, Gdynia Design Days, Gdynia[10];
  - „Ascent”, Noor Riyadh, Rijad;
  - „Relic”, Constellations Festival, Opera Metz(inne języki), Metz[6][11];
- 2024: Wystawa Drżenia, Zbrojownia, Centrum Św. Jana – Nadbałtyckie Centrum Kultury w Gdańsku[12].

## Publikacje
- Kowalska B., Apanowicz M. (red.), XXXIII Plener dla Artystów Posługujących się Językiem Geometrii "Forma i nieprzedstawialne" – Radziejowice 2015, Radom: Mazowieckie Centrum Sztuki Współczesnej „Elektrownia”, 2015, ISBN 978-83-62140-61-9
- Kowalska B., Apanowicz M. (red.), XXXIV Plener dla Artystów Posługujących się Językiem Geometrii "Sztuka a wartości ponadczasowe" – Radziejowice 2016, Radom: Mazowieckie Centrum Sztuki Współczesnej „Elektrownia”, 2016, ISBN 978-83-62140-89-3
- Apanowicz M., Kowalska B. (red.), XXXV Plener dla Artystów Posługujących się Językiem Geometrii " Światło w geometrii" – Radziejowice 2017, Radom: Mazowieckie Centrum Sztuki Współczesnej „Elektrownia”, 2017, ISBN 978-83-62140-10-7
- Krasny M. (red.), Czysta formalność, Lublin: Galeria Labirynt, 2015, ISBN 978-83-64588-28-0
- Hałata A., Lachowski M., Seweryn-Puchalska D. (red.), Pankiewicz i po: uwalnianie koloru, Lublin: Muzeum Lubelskie, 2016, ISBN 978-83-61073-10-9.
- Change, Łódź Art Center, Łódź 2011, ISBN 978-83-61332-20-6.
- Czarny Neseser, BWA Wrocław Galleries of Contemporary Art, ISBN 978-83-89308-98-6.
- Bielawska K., Urbańska K., Wróblewska W. (red.), ABS_2067, Warszawa: Akademia Sztuk Pięknych, 2017, ISBN 978-83-65455-37-6.
- 2017 Diary, Centre for Contemporary Art Ujazdowski Castle, Warszawa 2017, ISBN 978-83-65240-29-3.